# وقفی‌کبیر
وقفی‌کبیر (به ترکی استانبولی: Vakfıkebir) (به ارمنی: Ֆոլ) شهری است در کشور ترکیه که در استان ترابزون واقع شده‌است. جمعیت این شهر بر اساس سرشماری سال ۲۰۰۸ میلادی ۱۳٬۷۷۹ نفر و بر اساس برآوردهای سال ۲۰۰۹ میلادی ۱۴٬۱۵۷ نفر می‌باشد.